# Viggo Strømme
Viggo Strømme (2 agosto 1967) è un ex calciatore norvegese, di ruolo difensore.

## Carriera

### Giocatore

#### Club
Strømme giocò nel Donn, prima di passare allo Start. Esordì nell'Eliteserien in data 27 aprile 1991, quando fu titolare nella sconfitta per 1-0 contro il Sogndal. Il 20 maggio successivo, realizzò il primo gol nella massima divisione norvegese: contribuì così al successo per 0-4 sul Molde.
Nel 1995, si trasferì al Vålerenga. Il debutto in squadra arrivò il 22 aprile, nella vittoria per 0-2 sul campo dello Stabæk. Con questa maglia, vinse la Coppa di Norvegia 1997. Nel corso del 1998, passò al Lyn Oslo, formazione militante nella 1. divisjon. Disputò il primo incontro con questa casacca il 29 agosto, nel pareggio per 1-1 contro il Byåsen.

### Allenatore
Il 18 giugno 2014, entrò nello staff tecnico del Lyn, formazione militante nella 2. divisjon, assieme a Egil Olsen e Jonas Rygg.

## Palmarès

### Club

#### Competizioni nazionali
- Coppa di Norvegia: 1

Vålerenga: 1997